# Zespół śpiewaczy „Jarzębina”
Zespół śpiewaczy „Jarzębina” – grupa śpiewacza pochodząca z Kocudzy Drugiej. Została założona przez Irenę Krawiec przy Gminnym Ośrodku Kultury w 1990 roku.
Zespół składa się z wielopokoleniowych grup: śpiewaczej i obrzędowej. Prezentuje bogaty i zróżnicowany gatunkowo repertuar pieśni obrzędowych i powszechnych pogranicza ziemi janowskiej oraz biłgorajskiej. Źródłem repertuaru zespołu jest ustna tradycja ludowa, oparta głównie na przekazach rodzinnych, a także na śpiewnikach nabożnych (kolędy, pastorałki, pieśni adwentowe, wielkopostne i wielkanocne). Pieśni i dialogi wykonywane są częściowo zachowaną kocudzką gwarą, śpiewane pełnym głosem, zwykle jednogłosowo, z zachowaniem archaicznej maniery śpiewu oraz cech lokalnego stylu: dynamiki, barwy, zdobnictwa. Podczas występów zespół często jest ubrany w regionalny strój biłgorajsko-tarnogrodzki.
Po premierze przedstawienia Łostetni różeniec zespół rozpoczął współpracę z ośrodkami muzyki in crudo, takimi jak Stowarzyszenie „Dom Tańca” z Warszawy (koncerty w ramach Sceny Korzenie oraz cyklu Pozwól mi Twe męki śpiewać oraz Jest drabina do nieba 1995–2003) oraz ośrodkami teatralnymi, takimi jak Teatr i Schola Węgajty czy Teatr Kana, oraz uczestniczył w kilku polskich i międzynarodowych projektach, np. sesjach Dramat i liturgia. W środowisku praktykującym muzykę dawną Występował na Festiwalu Pieśń Naszych Korzeni w Jarosławiu, w Akademii Narolskiej w pałacu w Narolu, był gościem Scholi Gregoriana Silesiensis we Wrocławiu. Uczestniczył również w cyklach koncertów wielkopostnych, m.in. w. czy koncertach wielkopostnych Poznańskiego Domu Tańca, dominikańskim Wielkopostnym śpiewaniu w Lublinie.
„Jarzębina” jest laureatem Złotej Baszty na XLI Ogólnopolskim Festiwalu Kapel i Śpiewaków Ludowych w Kazimierzu nad Wisłą (trzykrotnie: 2001, 2007, 2011), Nagrody im. Oskara Kolberga oraz nagród na Sejmikach Wiejskich Zespołów Teatralnych w Tarnogrodzie.
2 maja 2012 roku utwór pt. Koko Euro Spoko został wybrany oficjalną piosenką reprezentacji Polski na Euro 2012.

## Przedstawienia obrzędowe
- Wesele Kocudzkie
- Prasowacki
- Medlorki i pociorki
- Łostetni różaniec[11]
- Pośnik kocudzki
- Pośnik u Sitorza[12]

## Dyskografia zespołu
- 2012: singiel Koko Euro Spoko, Magic Records[13]
- 2013: CD Na Wygunie. Pieśni Z Kocudzy[14]
- 2015: CD Łoj dolo moja dolo[15]

### Utwory w antologiach
- 1999: Jest drabina do nieba – pieśni na Wielki Post, In Crudo, 5 utworów w antologii (1-3, 15, 16) [16]
- 2003/2011: Jest drabina do nieba 2 – pieśni żałobne i za dusze zmarłych, In Crudo, 1 utwór w antologii [17]
- 2009: Spod Niebieskiej Góry – muzyka Roztocza, In Crudo, 2 utwory w antologii [18]
- 2009: Jadąc przez Roztocze, Muzyka Odnaleziona, 1 utwór w antologii (pastorałka „Przy zielonej łące”)[19]

### Dyskografia członkiń zespołu
- 2007: Ło matko kocheno, 6dB solowa płyta Beaty Oleszek, członkini zespołu
- 2012: Na rozstajnych drogach (z udziałem Lucyny i Moniki Jargiło)[20]

## Filmografia
- 1996: Pejzaże wsi polskiej – klechdy polskie, reż. J. Ostaszkiewicz, TVP2
- 1997: Łostetni różaniec, reż. A. Boguszewska, TVP2
- 1999: Pośnik, reż. D. Gajewski, TVP2
- 2010: Matka Teresa od kotów, reż. Paweł Sala (udział w ścieżce dźwiękowej)

## Kontrowersje
Utwór „Koko Koko Euro Spoko” wywołał kontrowersje z powodu konfliktu o prawa do utworu, dlatego Jarzębina nie zaśpiewała oficjalnego przeboju reprezentacji Polski przed meczem otwarcia.
W październiku 2017 założycielka zespołu Irena Krawiec została dyscyplinarnie zwolniona ze stanowiska instruktora w Domu Kultury Dzwola w związku z domniemaniem, że przebywając na zwolnieniu lekarskim pracowała zarobkowo koncertując z zespołem w Filharmonii Szczecińskiej. Założycielka Jarzębiny odwołała się od decyzji i złożyła w sądzie sprawę o mobbing i przywrócenie do pracy.